# KING SUPER LIVE
KING SUPER LIVE（キング・スーパー・ライブ）は、2015年からキングレコード主催で開催されているアニメソングのライブイベント。

## 2015年
数多くのアニメ作品の制作に携わり、多くのアニメソング歌手や声優が所属するキングレコードが初めて主催した大型アニソンフェス。過去にスターチャイルドレーベルのアニメ作品によるイベント「STARCHILD FESTIVAL」を行ったことはあったが、スターチャイルド所属アーティストのみならず、もう一つのアニメ制作部署である第三クリエイティブ本部に所属するアーティストも参加の形で行ったのは初の事例となる。
メインコンセプトが「キングレコード所縁の“アニメソング”が集うイベント」であることから、上記2部署のみならず森口博子や陰陽座のように自社のアニメ関連以外のレーベルに所属しながらも過去にアニメソングを歌った経験があるアーティスト、さらに奥井雅美などの過去にキングレコードに所属したアーティストも出演した。

### 開催概要
- 開催日：2015年6月20日、6月21日
- 会場：さいたまスーパーアリーナ（スタジアムモード）
- 主催：キングレコード
- 企画：KING SUPER LIVE 2015 PROJECT
- 制作：Grand-Slam
- 協力：さいたまスーパーアリーナ

### 出演者
※両日共通、五十音順
- angela
- 上坂すみれ
- every♥ing!
- 奥井雅美
- 小倉唯
- 陰陽座
- カスタマイZ[注 1]
- かなでももこ
- 喜多村英梨
- 小松未可子
- 佐藤聡美
- 高橋洋子
- 田村ゆかり
- 林原めぐみ
- 保志総一朗
- 堀江由衣
- 松澤由美
- 水樹奈々
- 宮野真守
- 森口博子
- ゆいかおり
- 米倉千尋

### セットリスト
曲名の太字表記は後述の特別番組「アニソン奇跡の夜」で放送された楽曲。

### 関連番組
ラジオ
- KING SUPER フィーリング 2015
KING SUPER LIVE出演アーティストがパーソナリティを務めるラジオ番組にて、9組のアーティストが3チームに分かれ、同じチームの番組にゲスト出演し答え合わせゲームを行い合計点を競う横断企画。優勝予想クイズを実施し的中者の中からライブ招待券が抽選でプレゼントされた[7]。
  - 放送リスト[8]
    - チームA（堀江由衣・宮野真守・林原めぐみ）
      - 3月28日 宮野真守のRADIO SMILE（文化放送）（ゲスト：堀江由衣）
      - 4月25日 林原めぐみのTokyo Boogie Night（TBSラジオ）（ゲスト：宮野真守）

    - チームB（田村ゆかり・angela・水樹奈々）
      - 4月25日 angelaのsparking!talking!show!（関東未放送・東海ラジオ）（ゲスト：田村ゆかり）
      - 5月17日 水樹奈々 スマイルギャング（文化放送）（ゲスト：angela）

    - チームC（カスタマイZ・小松未可子・ゆいかおり）
      - 4月18日 みかこしのラジこし（関東未放送・ラジオ関西）（ゲスト：カスタマイZ HIROKI、DAICHI、GORO）
      - 4月26日 ゆいかおりの実♪（文化放送）（ゲスト：小松未可子）

テレビ
- KING SUPER LIVE 2015 出演アーティスト スペシャル（スペースシャワーTVプラス）
KING SUPER LIVE出演アーティストのミュージックビデオを放送した特別番組[9]。
放送時間：2015年6月7日21:00 - 22:00

- アニソン奇跡の夜 〜KING SUPER LIVE 2015〜（NHK BSプレミアム）
2015年9月6日・13日の2週にわたって6月21日の公演の模様を放送した特別番組[10]。9月6日に第1部、13日に第2部・スペシャルコラボコーナーを放送。
放送時間：2015年9月6日・13日 23:00 - 24:00
  - 再放送：2015年10月27日24:15 - 25:15（前編）、11月3日23:45 - 24:45（後編）

スタッフ
  - 映像提供：キングレコード
  - ナレーション：高山哲哉
  - ディレクター：守屋篤
  - 取材：山岡則裕
  - 制作統括：山田良介、山中宏之
  - 製作：NHKエンタープライズ
  - 制作・著作：NHK

### 映像ソフト
2015年12月9日にBlu-ray DISC2枚組またはDVD3枚組で映像ソフトとして発売された。6月21日開催分の公演全内容をMCも含め完全収録、映像特典として20日開催分のみ披露された楽曲のライブ映像（曲間のMC等は未収録）とバックステージの様子などを中心としたメイキング映像を収録、BD版はスペシャルパッケージ仕様となっている。

## 2017年
2016年2月にスターチャイルドレーベルと第三クリエイティブ本部が統合して発足したキング・アミューズメント・クリエイティブ本部になってから初めての開催となる合同ライブで、前回と異なり会場を日本武道館に移し、出演者を前回も出演した上坂すみれと小倉唯、そして前回開催以後の2015年12月に所属した水瀬いのりと、同世代の若手女性声優3人に絞っている。この点では2015年9月に一度行われた「STARCHILD presents LIVE NEXUS」に近い形態となる。

### 開催概要（2017年）
- タイトル：KING SUPER LIVE 2017 TRINITY
- 開催日：2017年3月5日
- 会場：日本武道館
- 主催：キングレコード
- 企画：KING SUPER LIVE 2017 TRINITY PROJECT
- 制作：Grand-Slam
- 出演者
  - 上坂すみれ
  - 小倉唯
  - 水瀬いのり

### セットリスト（2017年）
曲名の太字表記は後述のBS11特別番組で放送された楽曲。

### テレビ放送
- 開局10周年特別番組「KING SUPER LIVE 2017 TRINITY」（BS11）
放送時間：2017年5月13日 20:00 - 21:54
再放送：2017年12月31日 20:00 - 21:54

### 映像ソフト（2017年）
2017年8月23日にBlu-ray DISCで映像ソフトとして発売。映像特典にはメイキング映像を収録。初回製造分のみ三方背BOXのスペシャルパッケージ仕様となる。

## 2018年
3回目の開催となるKING SUPER LIVEで、2018年6月29日に開催が発表された。前回の｢2017 TRINITY｣から約1年半ぶり、大規模アニソンフェスとしては「2015」から約3年3ヶ月ぶりの開催となる。今回は日本国内での会場を東京ドームに移して1日開催になったほか、今回初めて台湾と上海の2ヶ所での海外公演を実施する。

### 東京公演

#### 開催概要（東京）
- 開催日：2018年9月24日
- 会場：東京ドーム
- 主催：キングレコード
- 企画：KING SUPER LIVE 2018 PROJECT
- 制作：モストプランニング

#### 出演者（東京）
- 蒼井翔太
- 鮎川麻弥
- angela
- 板垣奏太郎
- 上坂すみれ
- 内田雄馬
- 小倉唯
- can/goo
- 高橋洋子
- 林原めぐみ
- Prits
- 保志総一朗
- 堀江由衣
- 水樹奈々[注 2]
- ミス・モノクローム
- 水瀬いのり
- 宮野真守
- 森口博子

#### セットリスト（東京）
曲名の太字表記は後述のWOWOW特別番組で放送された楽曲。

#### テレビ放送（東京）
2018年12月9日にWOWOWライブで放送された。

### 台湾公演

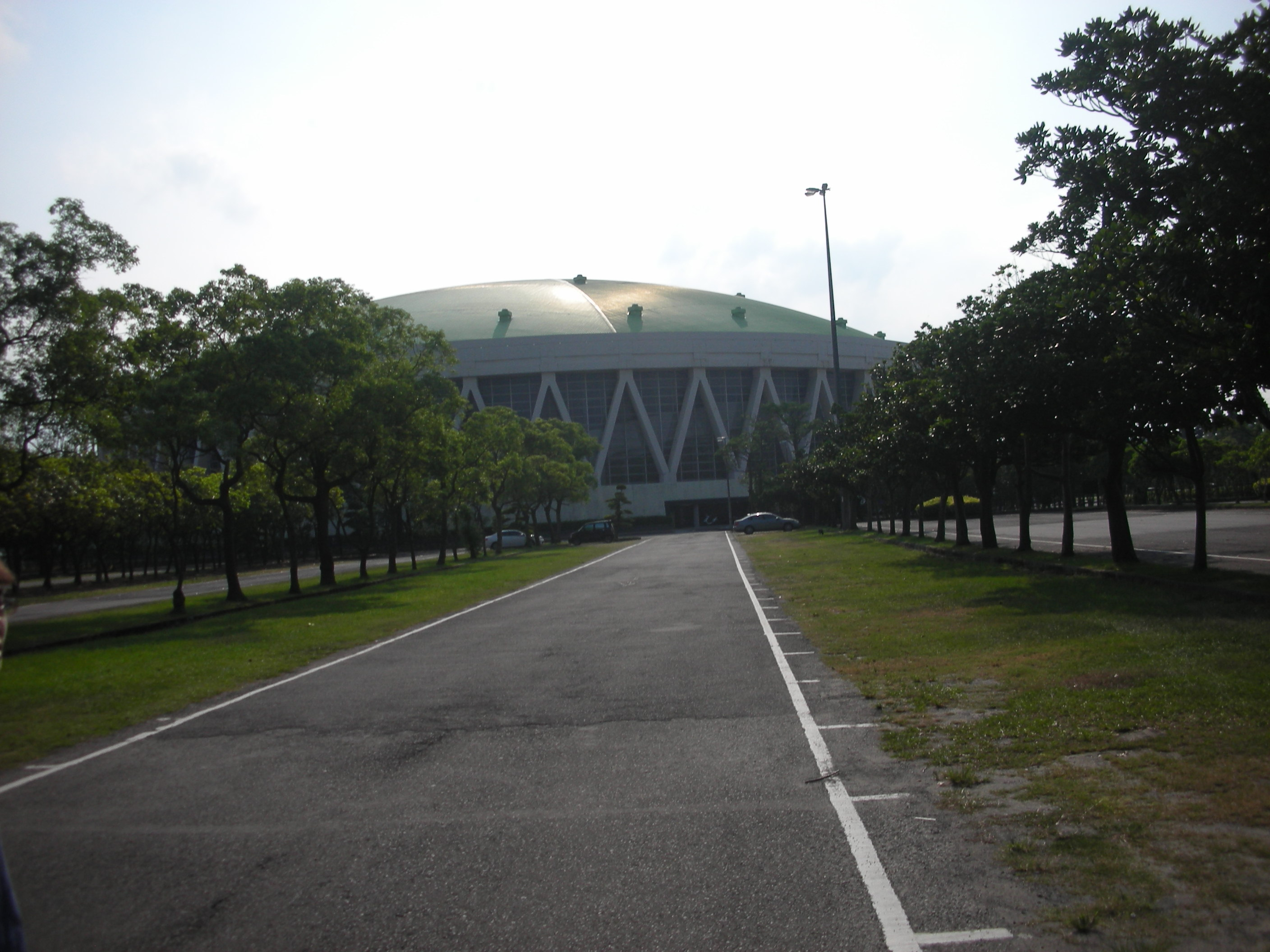
台湾公演の会場として使用された
国立体育大学体育館

#### 開催概要（台湾）
- 開催日：2018年9月30日
- 会場：国立体育大学体育館（林口体育館）
- 主催：キングレコード、アミューズ台湾
- 企画：KING SUPER LIVE 2018 PROJECT
- 制作：モストプランニング
- 協力：ワーナーミュージック台湾、On Line Entertainment

#### 出演者（台湾）
- angela
- 上坂すみれ
- 小倉唯
- 高橋洋子
- 水樹奈々
- 水瀬いのり
- 宮野真守
- 森口博子

### 上海公演

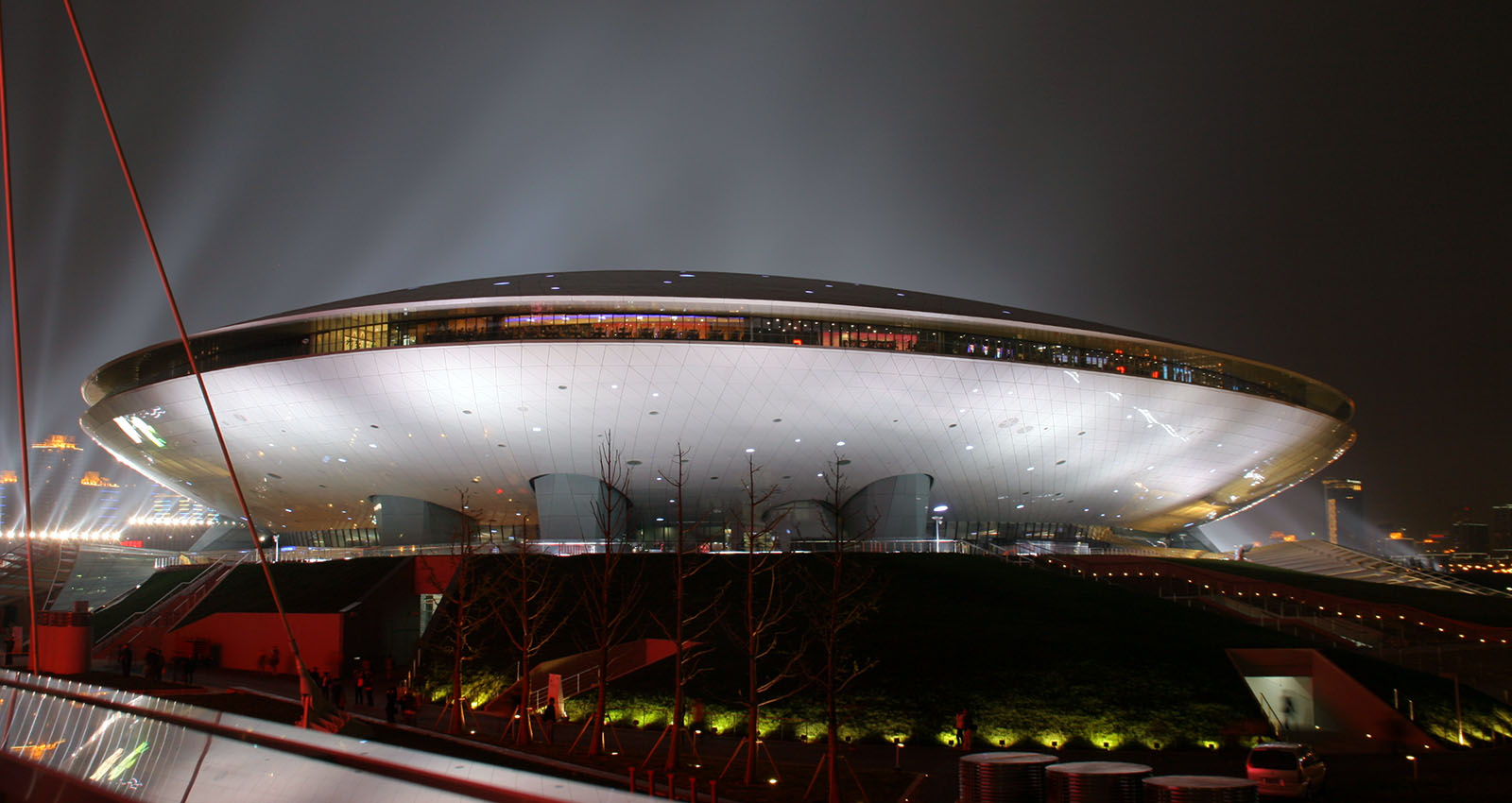
上海公演の会場として使用された
メルセデス・ベンツアリーナ

#### 開催概要（上海）
- 開催日：2018年10月14日
- 会場：メルセデス・ベンツアリーナ
- 主催：キングレコード、アミューズ上海、CMC LIVE
- 企画：KING SUPER LIVE 2018 PROJECT
- 制作：モストプランニング
- 協力：Net Ease Music（英語版）、アニメイト中国、天聞角川、源子文化、日本航空

#### 出演者（上海）
- angela
- 上坂すみれ
- 小倉唯
- 高橋洋子
- 堀江由衣
- 水樹奈々
- 宮野真守

#### セットリスト（上海）
曲名の太字表記は後述のNHKワールド特別番組で放送された楽曲。斜体表記は映像ソフトに収録された楽曲。

#### テレビ放送（上海）
2018年12月16日にNHKワールドJAPANにおいて、『Entertainment Nippon 2018 ANISON SUPER LIVE IN SHANGHAI』のタイトルで放送された。本ライブのほか、2015年公演の「Get along」の一部、前日の10月13日に開催された水樹奈々のライブ「NANA MIZUKI LIVE ISLAND 2018+」上海公演から「嘆きの華」（『軒轅剣 蒼き曜』OPテーマ）も放送された。

### 映像ソフト（2018年）
2019年3月13日にBlu-ray DISCで映像ソフトとして発売された。東京公演全編を収録、映像特典として上海公演の一部と、東京・台湾・上海公演のメイキング映像を収録。外箱付きトールケース仕様。

## 2020年（オンラインイベント）
2020年5月30日19時より、KING AMUSEMENT CREATIVE公式YouTubeチャンネルにおいて、「KING SUPER LIVE ONLINE 2020」と題して、過去のライブ映像（ワンマンライブや過去の本イベント）を用いてセットリストを組み、ライブ配信する形でオンライン開催。今回は所属するアーティストだけでなく、制作した作品も参加する形式を取る。

### 参加アーティスト
- 蒼井翔太
- angela
- 上坂すみれ
- 内田雄馬
- 小倉唯
- saji
- 高橋洋子
- 林原めぐみ
- 保志総一朗
- 堀江由衣
- 水樹奈々
- ミス・モノクローム
- 水瀬いのり
- 宮野真守
- 森口博子

### 参加作品
- うたの☆プリンスさまっ♪ マジLOVEシリーズ
  - ST☆RISH（寺島拓篤・鈴村健一・谷山紀章・宮野真守・諏訪部順一・下野紘・鳥海浩輔）
  - QUARTET NIGHT（森久保祥太郎・鈴木達央・蒼井翔太・前野智昭）
  - HE★VENS（緑川光・小野大輔・代永翼・内田雄馬・高橋英則・木村良平・山下大輝）
- 戦姫絶唱シンフォギアシリーズ
  - 立花響×風鳴翼×雪音クリス（悠木碧×水樹奈々×高垣彩陽）
  - マリア・カデンツァヴナ・イヴ×月読調×暁切歌（日笠陽子×南條愛乃×茅野愛衣）

## 2022年（開催中止）
4回目の開催となるKING SUPER LIVEで、2022年1月3日のキングレコードの新年座談会にて開催が発表された。当初は会場をベルーナドーム（西武ドーム）に移して2022年6月25、26日に開催予定で、ドーム球場での初の2日間開催となっていた。しかしながら、同年4月8日に諸般の事情を理由として2日間とも開催を延期（＝本年の開催を中止）することが発表された。振替公演の開催日及び会場については発表時点では未定となっていた。
2023年12月15日、翌年5月にKING SUPER LIVEの開催が決定した（詳細は2024年を参照）。

## 2024年
4回目（中止された分を含めると5回目）の開催となるKING SUPER LIVEで、2023年12月15日に発表された。日本国内は「2018 東京」以来、6年ぶりの有観客開催となった。また、KING AMUSEMENT CREATIVEのサブレーベルであるSONIC BLADEが2021年に発足後初参加となったほか、源流を同じくするEVIL LINE RECORDSに所属するアーティストも初めて出演した。

### 出演者（2024年）
特記の無いものは両日出演。
- 愛美
- 蒼井翔太
- 麻倉あきら（DAY1）
- angela
- 上坂すみれ
- 内田雄馬
- 岡咲美保
- 奥井雅美（DAY1）
- カノエラナ
- 國府田マリ子（DAY1）
- saji
- 椎名へきる（DAY1）
- Suara[注 6]（DAY1）
- 七人のカリスマ声優[メンバー 1][注 7]（DAY2）
- 高橋洋子
- 田村ゆかり（DAY1）
- 千葉翔也（DAY2）
- ツルシマアンナ（DAY2）
- 七海ひろき
- HACHI[注 8]（DAY2）
- ヒプノシスマイク-Division Rap Battle-3DCG LIVE From HYPED-UP 02[注 7][注 9]（DAY2）
- 保志総一朗
- 堀江由衣
- 水樹奈々
- 水瀬いのり
- 宮野真守
- 森口博子
- やまとなでしこ（シークレット、DAY1）
- 米倉千尋（DAY1）
- RISE[メンバー 3]（Extreme Hearts）（DAY2）

### テレビ放送・配信
DAY1を2024年8月に、DAY2を同年9月に、アニマックスにてテレビ放送、スカパー!番組配信内アニマックスオンデマンドにて配信。
KING SUPER LIVE 2024 DAY1 前半
2024年8月18日 21時 -
KING SUPER LIVE 2024 DAY1 後半
2024年8月25日 21時 -
KING SUPER LIVE 2024 DAY2 前半
2024年9月8日 21時 -
KING SUPER LIVE 2024 DAY2 後半
2024年9月15日 21時 -

### 映像ソフト（2024年）
2025年5月14日にBlu-ray DISCで映像ソフトとして発売された。各日2枚・計4枚組構成で、映像特典として各日のメイキング映像を収録。初回製造分のみ外箱付き仕様。

## 備考
キングレコードの演歌・歌謡曲系歌手によるライブイベントは「キングオールスター歌謡パレード」の名称で山野楽器の主催、キングレコードと文化放送の後援で開催されている。これは第1回を開催した2012年に山野楽器が創業120周年、前年の2011年にキングレコードが創業80周年と、あわせて200周年を迎えたことに由来し、以降5年周期で開催されている。
また、キングレコードでアニメ系作品を扱うもう一つのレーベルであるEVIL LINE RECORDSは、レーベル初のフェスイベント『EVIL LINE RECORDS 5th Anniversary FES.“EVIL A LIVE” 2019』をパシフィコ横浜国立大ホールで2019年7月15日に開催。2024年5月4日には
レーベル創設10周年記念として『EVIL LINE RECORDS 10th Anniversary FES."EVIL A LIVE" 2024』が東京ガーデンシアターにて開催している。